# Eisenbahnunfall von Mekece
Bei dem Eisenbahnunfall von Mekece entgleiste am 22. Juli 2004 der Yahya Kemal Ekspresi der TCDD bei dem Dorf Mekece im Landkreis Pamukova der türkischen Provinz Sakarya in Folge überhöhter Geschwindigkeit in einer Kurve. 41 Menschen starben.

## Ausgangslage
Der Yahya Kemal Ekspresi war erst am 4. Juni 2004 als neue Schnellverbindung zwischen Istanbul und Ankara auf der historischen Strecke der Anatolische Eisenbahn eingesetzt worden. Es handelte sich nicht um einen Hochgeschwindigkeitszug („High-Speed Train“), wie in der anschließenden Berichterstattung unzutreffender Weise immer wieder behauptet wurde. Vielmehr war es ein leichter Schnellzug, der durch optimale Nutzung der gegebenen Infrastruktur die Strecke in 5 Stunden 15 Minuten fahrplanmäßig zurücklegte. Der Zug bestand aus einer Lokomotive und 5 Personenwagen und war von Istanbul nach Ankara unterwegs. Etwa 230 Reisende befanden sich im Zug.

## Unfallhergang
Am Unfalltag nahm der Zug eine enge Kurve mit einem Radius von 345 m bei km 183 bei Mekece (nahe Adapazarı) mit 132 km/h. Die zulässige Höchstgeschwindigkeit betrug hier 80 km/h. Dies bedeutete eine seitliche Fliehkraft für die Fahrzeuge, die den zulässigen Wert um das Dreifache überschritt. Daraufhin entgleiste die letzte Achse des hinteren Drehgestells des zweiten Wagens bei km 183+347. Der Wagen verließ die Spur, schlug gegen die Betonbefestigung einer kleinen Brücke, die die Strecke über einen Entwässerungsgraben führte, wurde vom Zug getrennt und drehte sich um 180 Grad. Dabei riss die Leitung der Druckluftbremse, wodurch automatisch eine Schnellbremsung ausgelöst wurde. Die Lokomotive, die im Gleis blieb, kam so etwa 300 Meter nach der Unfallstelle zum Stehen, aber alle Wagen entgleisten, die beiden ersten Wagen kippten um.

## Folgen
41 Menschen starben, 90 weitere wurden verletzt. Der Lokomotivführer und sein Beimann wurden festgenommen und erstinstanzlich zu 30 und 15 Monaten Gefängnis verurteilt. Dagegen wurde – 2009 und 2010 – zweimal erfolgreich Berufung wegen Verfahrensfehlern eingelegt. Außerdem ging das Gericht von einer Mitschuld der TCDD aus, erwähnt werden Oberbau- und Signalfehler. 2012 stellte die Justiz das Verfahren wegen Verjährung ein.
Im türkischen Parlament führte der Unfall zu einem Misstrauensantrag gegen den Verkehrsminister. Der Staatsbahn TCDD wurde vorgeworfen, trotz Warnungen schnelle Züge in Betrieb gesetzt zu haben, deren Fahrzeiten sich auf den alten Gleisen nur mit Geschwindigkeitsüberschreitungen einhalten ließen. Der Untersuchungsbericht widerlegte dies aber eindeutig: Wäre die vorgeschriebene Geschwindigkeit eingehalten worden, hätte der Unfall nicht stattgefunden. Der Oberbau war den fahrplanmäßigen Geschwindigkeiten gewachsen. Die Reisezeit von 5 Stunden 15 Minuten für die 577 km erforderte Höchstgeschwindigkeiten von nur 140 km/h und eine Durchschnittsgeschwindigkeit von nur 110 km/h.